# Cai Yuanpei
Cai Yuanpei (chino: 蔡元培; pinyin: Cài Yuánpéi; 11 de enero de 1868 - 5 de marzo de 1940) fue un educador chino, esperantista, presidente de la universidad de Pekín y fundador de la Academia Sínica. Era conocido por su evaluación crítica de la cultura china y la síntesis del pensamiento chino y occidental, incluido el anarquismo. En la universidad de Pekín reunió figuras influyentes en el Movimiento por la Nueva Cultura y el del Cuatro de Mayo.
Cai Yuanpei realizó una observación minuciosa de la sociedad y las costumbres chinas. Había recorrido Europa dos veces, había abrazado personalmente el espíritu del Humanismo renacentista y sus pensamientos después de la Revolución Francesa. Quería que la cultura y la educación chinas avanzaran "de la era de la autocracia feudal a la era de la libertad democrática". Desarrolló un manual de política educativa y creó un sistema educativo moderno. La academización de la universidad de Pekín, bajo su dirección, sentó las bases para la Academia Central. Abogó por la educación nacional militar, el materialismo, la moral de los ciudadanos y sus perspectivas de la vida, así como las perspectivas del mundo y la educación estética. Cai Yuanpei promovió la libertad de pensamiento, los derechos civiles y los derechos de las mujeres, y trató de deshacerse de la "lectura para el funcionario" de las viejas costumbres, asimismo Yuanpei fomentó una atmósfera de investigación científica abierta.

## Biografía
Nació el 11 de enero de 1868 en el condado de Shanyin, Shaoxing, provincia de Zhejiang.
Cai Yuanpei ingresó a la escuela privada a la edad de seis años. Después de que su hijo de once años perdiera a su padre, los seis tíos Cai Mingen (Yan Shan), que habían estudiado en el libro, guiaron el estudio de "Registros históricos", "Hanshu", "Literatura e historia de Tongyi", etc. En 1883, Cai Yuanpei, de 17 años, comenzó a leer a los eruditos y comenzó a leer los libros. Al año siguiente comenzó a dar clases en el museo y en 1885 fue a Hangzhou para participar en la prueba del municipio.

### Carrera revolucionaria
En 1898, tras el fracaso de la Reforma de los Cien Días, el gobierno Qing mató a su adorada Tan Sitong. Esto le hizo desesperanzarse profundamente de las reformas políticas Qing. Dejó la Academia Hanlin y fue al sur.
En 1902, Shanghái y Zhang Binglin iniciaron el establecimiento de la Asociación China de Educación y se desempeñaron como presidente. En el mismo año, para estudiar en Japón, ya que los estudiantes chinos sufren la opresión irracional, la ira fuera y así regresó. En otoño,  Cai fundó la Oficina de Shanghái de la Sociedad Patriótica y la escuela femenina patriótica, para promover los derechos civiles, abogando por la revolución.
Fundó la Sociedad Restauración (en chino, Guangfuhui) en 1904. Esta se unió el año siguiente a la Tongmenghui, un movimiento de resistencia secreto conformado por varios grupos revolucionarios. Tras estudiar filosofía, psicología e historia del arte en la universidad de Leipzig de Alemania en 1907, con Karl Lamprecht y Wilhelm Wundt. Fue ministro de Educación provisional de Taiwán en enero de 1912, pero luego dimitió durante la presidencia de Yuan Shikai. Posteriormente, regresó a Alemania y se marchó a Francia.
De mayo de 1907, en el ministro de ayuda Sun Baoqi a Alemania para estudiar. Estudió alemán durante un año en Berlín y luego estudió filosofía, literatura, psicología y etnología en la universidad de Leipzig durante tres años.
Revolución de 1911, a través de Siberia para volver a casa. Después de la Revolución de Xinhai, Sun Yat-sen organizó el Gobierno Provisional de Nanjing. En el tercer día, Cai Yuanpei fue nombrado Ministro de Educación. 
Se desempeñó como ministro del gabinete del gobierno de Beijing Tong de la educación, abogó por la educación secular debe dar lugar a la felicidad, este documento propone la abolición de la lectura y otras medidas de reforma, la imitación de Occidente Zibenzhuyi Jiaoyuzhiduo. Pronto renunció porque no estaba satisfecho con el gobierno autoritario de Yuan Shikai.
En 1913, vivió en Alemania y Francia y se dedicó a la educación, la filosofía y la investigación estética. Fundación de la Universidad Sino Francesa en Lyon.
En 1915, trabajó con Li Shizeng y otras organizaciones para estudiar y dejar la escuela, y Wu Yuzhang y otras organizaciones organizaron la Asociación de Educación de Chino-Francesa el año siguiente.

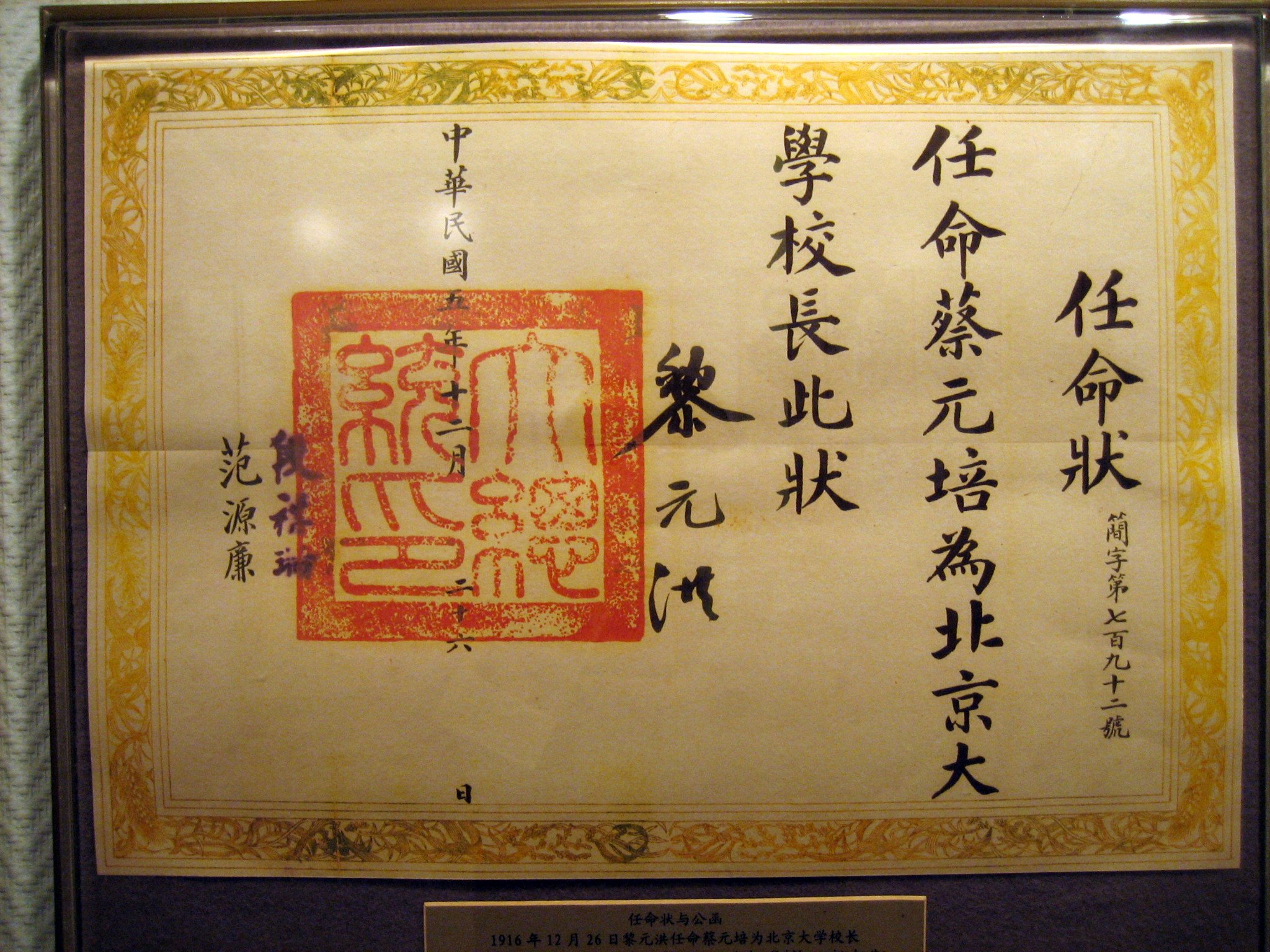
Oficina del Presidente de la universidad de Pekín para Cai.

### Carrera de la universidad de Pekín
En diciembre de 1916 regresó a China. En enero de 1917, se convirtió en presidente de la universidad de Pekín y promovió la investigación científica liberal. Organice el avance en la sociedad alemana para salvar los viejos hábitos de carrera y merodeo. La reforma del sistema de liderazgo y las disciplinas de la universidad de Pekín, el establecimiento de sistemas académicos, el establecimiento de instituciones de investigación científica, la promoción de la educación civil y la primera línea de coeducación para hombres y mujeres. La universidad de Pekín pronto comenzó la investigación académica y la libertad de pensamiento. También apoyó la creciente prosperidad del Movimiento de la Nueva Cultura, abogando por la literatura vernácula en favor de la revolución, contra el revivalismo feudal, e inició una nueva tendencia de la "Ciencia" y la "Democracia" como el contenido. Sus esfuerzos eventualmente hicieron que la universidad de Pekín se convirtiera en el centro del "Movimiento de la Nueva Cultura" durante el período del "Movimiento de Cuatro de Mayo".

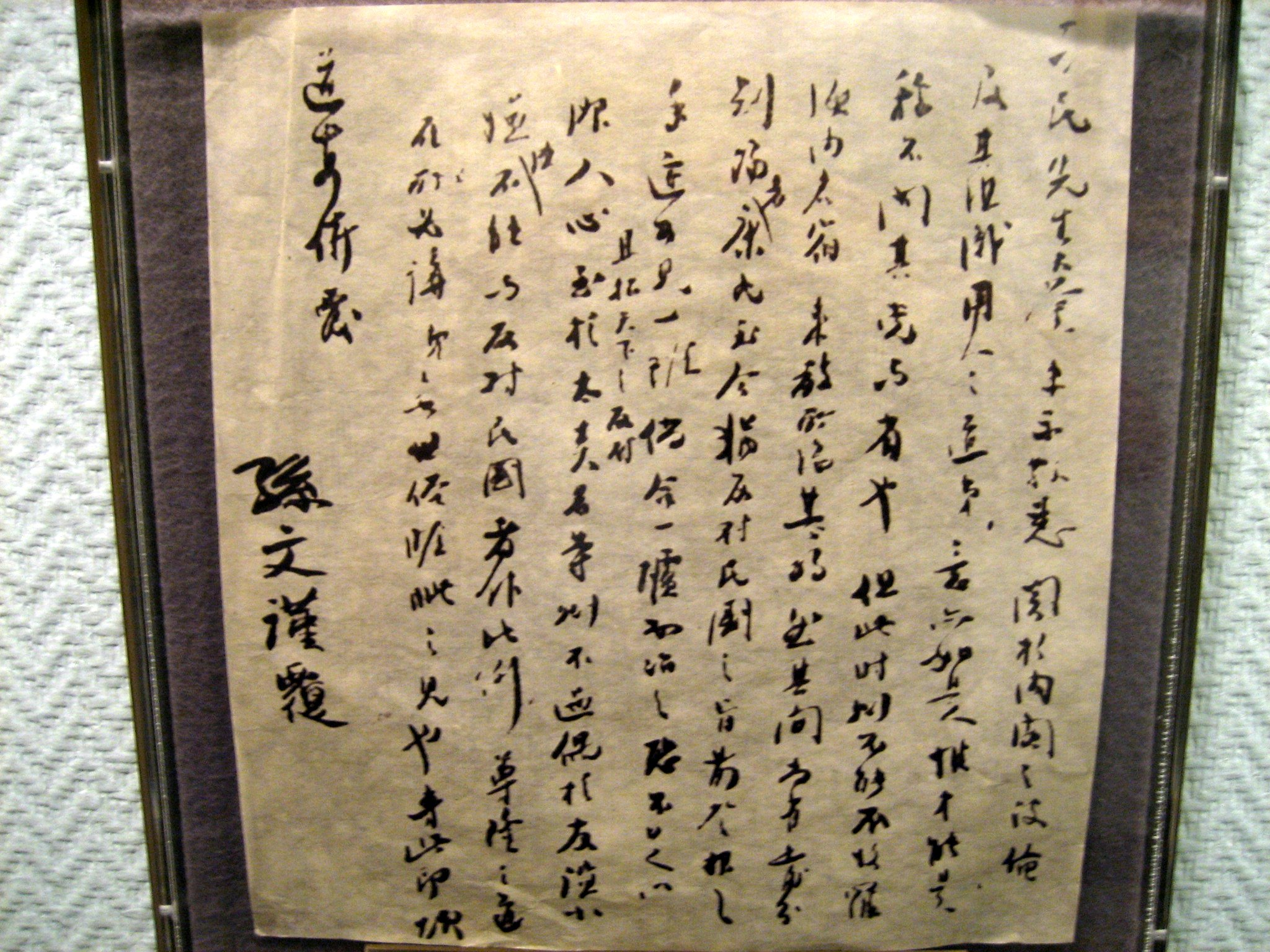
La carta de Sun Yat-sen escribe a cai Yuanpei

Antes de su nombramiento, muchos de los amigos de Cai Yuanpei creían que la corrupción de la universidad de Pekín era un impedimento para su nombramiento. Sun Yat-sen cree que "cuando el Norte se ha extendido ideas revolucionarias, como Cai, los antiguos compañeros, debe ir allí y el ambiente burocrático de los emperadores en Beijing, presidido la educación nacional." Cai generosamente dio una patada. Debido a contratar los servicios y el apoyo de Li Dazhao, Chen Duxiu, Lu Xun, Gu Hongming, que enseñaba conferencias, el Norte no sólo se ha convertido en importantes centros de investigación académica del país, y debido a que, como profesor o radicales, o representar diferentes ideas y otro, a favor del gobierno de izquierda o de convertirse en la universidad para el Movimiento de Cultura Nueva.

### Carrera posterior
En 1919, después de que los líderes estudiantiles de los manifestantes del 4 de mayo fueran encarcelados, Cai renunció en protesta (regresando a la oficina en septiembre). Mientras tanto, él y Xu Beihong escribieron regularmente para la universidad pekinesa, que se ocupó de temas más amplios y luego solo de la política del campus. Xu abordó temas de Arte e Historia del Arte y en 1920 se publicó una revista de arte universitaria titulada Painting Miscellany. Después de renunciar nuevamente en 1922, pasó un período de retiro en Francia. Al regresar en 1926, apoyó a su compañero provincial Chiang Kai-shek y los esfuerzos del Kuomintang para unir al país. Junto con Wu Zhihui, Li Shizeng y Zhang Renjie, era conocido como uno de los "Cuatro Ancianos" del Partido, y un acérrimo anticomunista. Fue nombrado presidente del Control Yuan, pero pronto renunció.
Cai estaba frustrado en sus esfuerzos por remodelar el sistema nacional de educación para parecerse al sistema francés, pero en 1927, cofundó el Colegio Nacional de Música, que más tarde se convirtió en el Conservatorio de Música de Shanghái, y en abril de 1928, ayudó a fundado y se convirtió en el primer presidente de la Academia Sínica. Él y un amplio círculo de colegas fundaron la Liga de China para los Derechos Civiles, que criticaron al gobierno nacional y Chiang Kai-shek por abuso de poder. La situación empeoró, sin embargo; la Liga no pudo obtener la liberación de la cárcel de Chen Duxiu, exdecano de Cai en la universidad de Pekín, por ejemplo. En junio de 1933, el administrador académico de la Academia Sénica y cofundador de la Liga, Yang Quan, fue asesinado a tiros en la calle frente a las oficinas de la Liga en Shanghái. Después de un período de conmoción y reflexión, Cai se retiró de la vista pública en un comunicado denunciando la represión política del gobierno de Nanjing.
Después del estallido de la segunda guerra sino-japonesa en 1937, en parte debido a la disminución de la salud, en lugar de acompañar al gobierno nacional a Sichuan, Cai se mudó a Hong Kong. Vivió allí en reclusión hasta su muerte en marzo de 1940 a la edad de 72 años.

## Pensamiento
Cai abogó por la igual importancia de cinco formas de vida: "Virtud, Sabiduría, Salud, Colectivo y Belleza" (德, 智, 体，群, 美), valores centrales que todavía se enseñan en las escuelas de Taiwán, Hong Kong, y Macao.
También era un defensor del derecho de las mujeres a divorciarse y volverse a casar, y se opuso firmemente a la unión de los pies y el concubinato que se practicaban ampliamente en China en ese momento.

## Evaluación del personaje
Cai Yuanpei hizo una contribución indeleble a la educación china moderna. Desde que comenzó Cai Yuanpei, China ha formado una ideología educativa y un sistema educativo modernos relativamente completos. Su propuesta de "libertad de pensamiento y compatibilidad" ha convertido a la universidad de Pekín en la cuna del Nuevo Movimiento Cultural y ha creado las condiciones para el surgimiento de la revolución de nueva democracia. Cultivó a los jóvenes de su ciudad natal para no escatimar esfuerzos. También protegió a un grupo de académicos con ideas y talentos avanzados para la nación china.

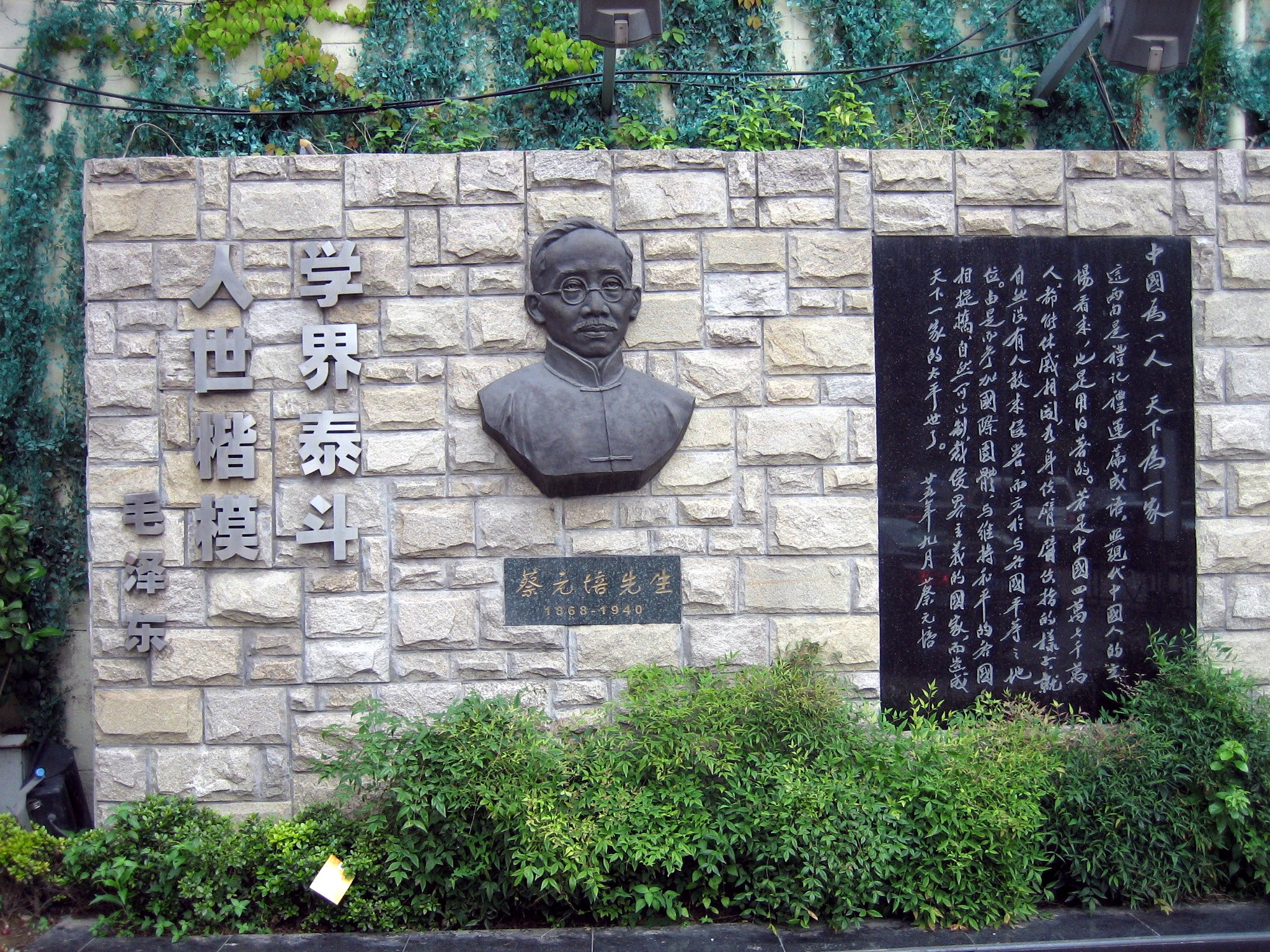
Memorial Hall de Cai Yuanpei con la evaluación de Mao Zedong.

- El 7 de marzo de 1940, Chiang Kai-shek en su diario de su evaluación: "Sólo en la educación y en los méritos y deméritos de esta doctrina de la parte interesada, a los que he visto, pero solo hay pecado, especialmente el tipo de educación hipócrita afectada es mayor También es malo (惟其在教育上与本党主义之功罪而言，以吾所见者，但有罪过而已，尤其是教育受其乡愿式之影响为更恶劣也。)[5]".

- El estudioso Huang Yanpei: "hacer ciertas cosas, mi maestra de la autodisciplina, indiscriminado, Mi profesor quiere enseñar a las personas que conocen la búsqueda de la verdad y un país libre, recordar de largo Shaoxing escuela secundaria, así como a largo universidad de Pekín, Vladimir propósito que temprano y tardío Presidiendo la investigación científica, tenemos mucha gente, y siempre hemos sido Stall, y hemos estado siguiendo la tendencia de calibrar la moralidad de los niños de Alemania y Han.(有所不为，吾师之律己，无所不容，吾师之教人。欲人知求真一本自由，记从长绍兴中学，以至长北京大学，弗逾初旨。晚而主持科学研究。广纳众流，一贯斯道，从德量浑涵中，确标趋向，嗟余小子，心传窃奉终身。)[5]"
- Cai Yuanpei es un famoso educador y pensador en la historia moderna de China. Fue honesto y honesto durante toda su vida, y fue aclamado por Mao Zedong como "un estudioso del mundo académico y un modelo de eternidad (学界泰斗、人世楷模)[6]".

## Memorial

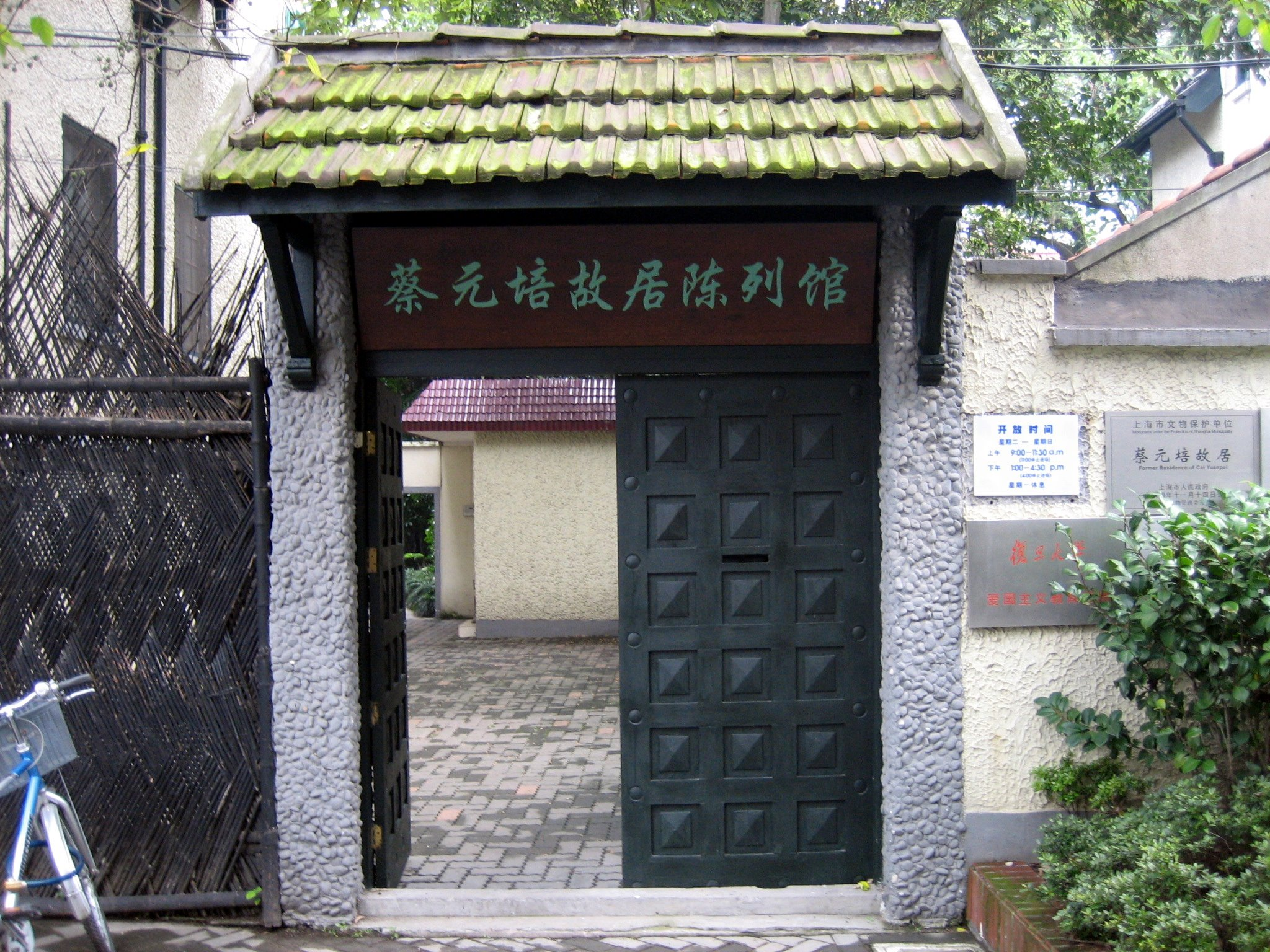
Memorial de Cai Yuanpei.

- La universidad de Pekín estableció el Premio Cai Yuanpei en 2006 para honrar a los profesores de la universidad de Pekín que han hecho contribuciones sobresalientes a la educación. Después de 2008, se emitirá cada cinco años.
- Uno de los salones estudiantiles de la universidad Bautista de Hong Kong fue nombrado "Iglesia Cai Yuanpei" para conmemorar la contribución de Cai Yuanpei a la educación de China. La Iglesia Cai Yuanpei, un grupo de estudiantes antiguos y estudiantes de larga distancia, espera promover la filosofía educativa de Cai en China y estableció la primera "escuela Cai Yuanpei" en el condado de Yangdong, provincia de Guangdong, China, en septiembre de 2007.
- El Instituto Central de Investigación de Taiwán estableció un Memorial Cai Yuanpei para conmemorar la contribución del primer decano, Cai Yuanpei, a la Academia Sínica.